# Anadendrum angustifolium
Anadendrum angustifolium är en kallaväxtart som beskrevs av Adolf Engler. Anadendrum angustifolium ingår i släktet Anadendrum och familjen kallaväxter. Inga underarter finns listade.